# Riksväg 7, Nederländerna

Sträckningen för nederländska riksväg 7.

Riksväg 7 (Rijksweg 7) i Nederländerna börjar i Zaandam och går över Afsluitdijk och sedan österut till gränsen mot Tyskland. Vägen är motorväg nästan hela sträckan. Den är en del av E22.

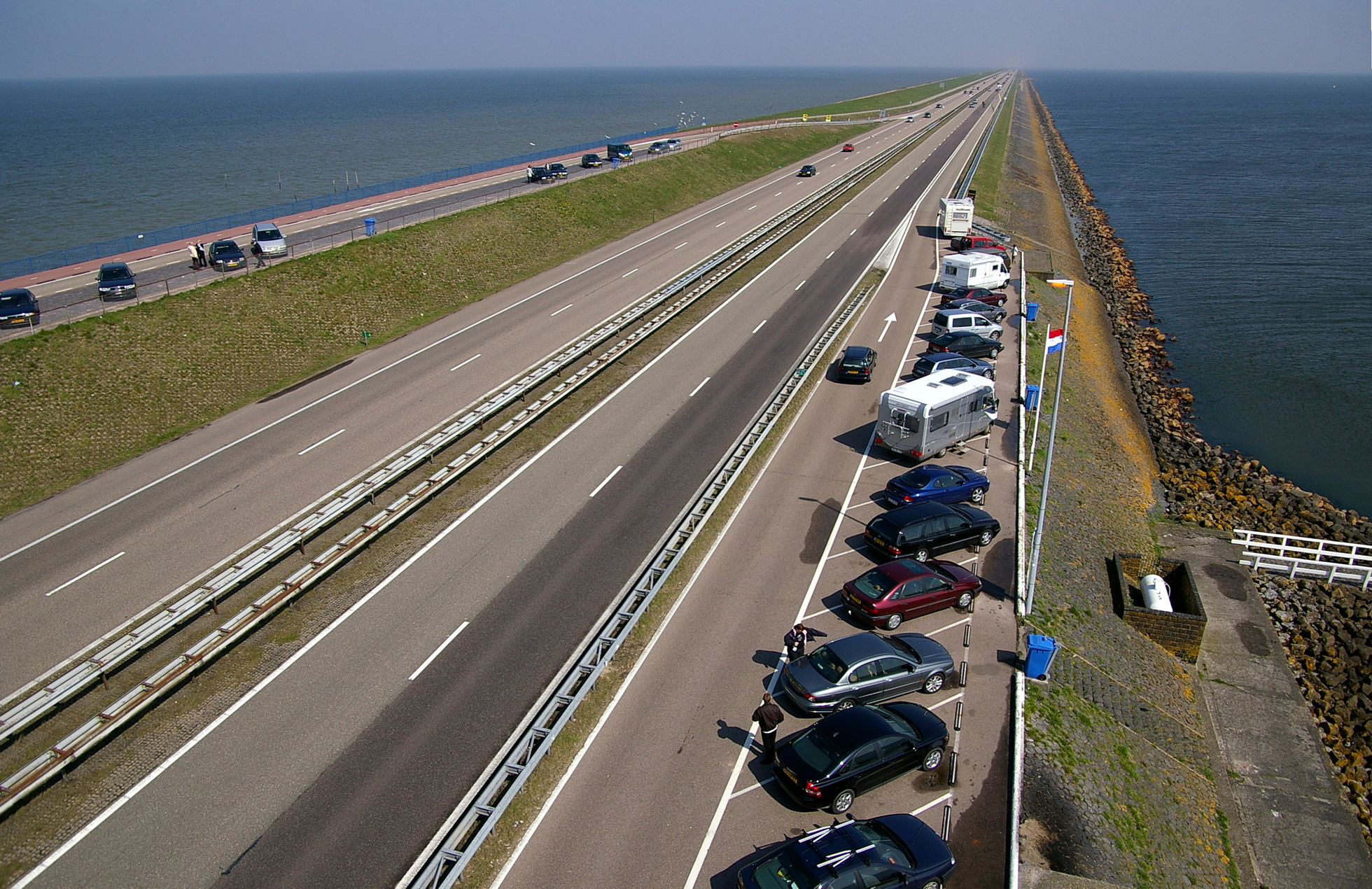
Afsluitdijk